# Anna Maria Anhalcka
Anna Maria Anhalcka (ur. 13 czerwca 1561, zm. 14 listopada 1605) –  księżna brzeska.
Anna Maria była córką Joachima Ernesta z Anhaltu (1536–1586) i jego pierwszej żony Agnieszki (1540–1569) oraz żoną Joachima Fryderyka (1550-1602)  księcia brzeskiego, z którym miała sześcioro dzieci:
- Jerzego Ernesta (29 sierpnia 1589 – 6 listopada 1589)
- Jan Chrystiana brzeskiego (28 sierpnia 1591 – 25 grudnia 1639)
- Barbarę Agnieszkę (24 lutego 1593 – 24 lipca 1631)
- Jerzego Rudolfa (22 stycznia 1595 – 14 stycznia 1653)
- Annę Marię (16 grudnia 1596 – 25 marca 1602)
- Marię Zofię (26 kwietnia 1601 – 26 października 1654).

Joachim Fryderyk po swojej śmierci 1602 w testamencie zostawił Annie Wołów.